# Kim Kuk-hyang (plongeon)
Dans ce nom, le nom de famille, Kim, précède le nom personnel coréen.
Pour les articles homonymes, voir Kim Kuk-hyang.
Kim Kuk-hyang (née le 4 avril 1999) est une plongeuse nord-coréenne.
Le 30 juillet 2015, elle remporte lors de sa première compétition internationale le titre de championne du monde, plateforme de 10 m, première médaille d'or pour son pays aux Championnats du monde de natation.